# 라바피에스역
라바피에스역(스페인어: Lavapiés)은 마드리드 지하철 3호선의 역이다. 마드리드 센트로 구 엠바하도레스의 라바피에스 광장 지하에 위치해 있다. 요금구역 상으로는 A구역에 속한다.

## 역사
1936년 8월 9일 3호선의 솔 - 아르궤예스 구간 개통과 함께 처음으로 문을 열었다.
2004년부터 2006년까지 3호선이 대대적인 리모델링 공사를 진행하면서 라바피에스 역도 관련 공사를 거치게 되었다. 역 접근경로는 벤투라 로드리게스 역의 리모델링 방식과 비슷하게 진행되었으나 라바피에스 역이 지상에 좀 더 가까웠던 탓에 별도의 층으로 대합실을 조성할 수는 없었다. 그래서 1번 승강장에 대합실을 함께 두고 2호선을 더 낮은 층에 두는 것으로 바꾸었다.

## 환승 정보
역 주변에 시내버스 정류장이 한 곳 있다.
버스
- 시내버스
  - M1번 노선

지하철
| 마드리드 지하철              | 마드리드 지하철       | 마드리드 지하철 |
| ---------------------------- | --------------------- | --------------- |
| 엠바하도레스 비야베르데 알토 | 마드리드 지하철 3호선 | 솔 몽클로아     |